# مناطق شهرداری ساری

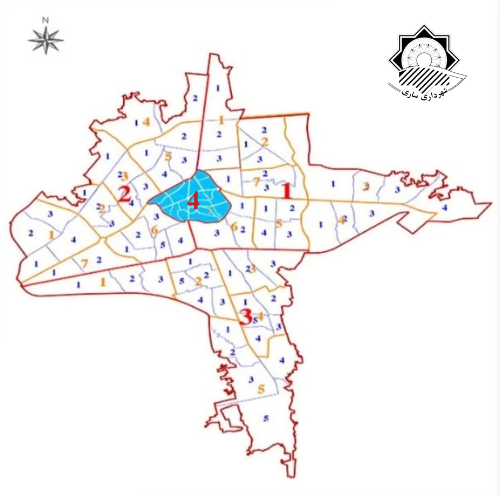
نقشهٔ مناطق شهرداری ساری

شهر ساری به ۴ منطقه و ۲۰ ناحیه شهری تقسیم شده است. شهرداری ساری به منظور تسریع و بهبود مدیریت شهری برای هر یک از چهار منطقه، یک شهردار منصوب می‌کند؛ شهردار هر منطقه به عنوان قائم مقام شهردار ساری در آن منطقه فعالیت می‌کند و شهرداران این مناطق با حکم شهردار ساری منصوب می‌شوند، مسئولیت هماهنگی میان شهردار ساری و مناطق مختلف شهرداری و همچنین نظارت بر فعالیت‌های شهرداری‌های مناطق چهارگانه ساری بر عهده معاونت برنامه ریزی و هماهنگی مناطق شهرداری ساری است. ساری از لحاظ اداری، سیاسی، فرهنگی و صنعتی بزرگ‌ترین و مهم‌ترین شهر استان مازندران به شمار می‌آید و پس از شهر رشت پرجمعیت ترین شهر شمال کشور محسوب می‌شود.

## منطقه یک
منطقه یک ساری یکی از مناطق شهر ساری است. بیشتر وسعت در بین مناطق شهر ساری مربوط به این منطقه است که به ۷ ناحیه شهری تقسیم‌بندی شده است. از محلات آن می‌توان به میرزمانی، پیوندی، پیام نور، سلمان فارسی، مهیار، دانش، لاله، معلم، امام رضا، شهابی، امامزاده عباس، ششصد دستگاه، ذعالچال، آبندانسر، آببندانکش و هولا اشاره نمود. ساختمان شهرداری منطقه یک نیز در خیابان پیروزی، کوچه ناصح واقع شده است.

## منطقه دو
منطقه دو ساری یکی از مناطق شهر ساری است. این منطقه است که به ۷ ناحیه شهری تقسیم‌بندی شده است که از نظر جمعیت بیشتر جمعیت را در بین مناطق دارد. از محلات آن می‌توان به طبرستان، گلستان، سیدالشهدا، باهنر، جهاد، امیر مازندرانی، شهبند، اصحاب، کارمندان، آزادی، پاسداران، ۲۲ بهمن، امام حسین، جام جم، دولت، هفت تیر و قرق اشاره نمود. ساختمان شهرداری منطقه دو نیز در ضلع شرقی میدان امام حسین (ع) واقع شده است.

## منطقه سه
منطقه سه ساری یکی از مناطق شهر ساری است. این منطقه به ۵ ناحیه شهری تقسیم‌بندی شده است. از محلات آن می‌توان به کشاورز، لسانی، پل گردن، لاکدشت، مهدشت، آهی دشت، بالادزا، پایین دزا، دخانیات، کارگران، شهرداری، اتحاد و سپاه اشاره کرد. ساختمان شهرداری منطقه سه نیز در بلوار کشاورز بعد از خیابان شهید چمران واقع شده است.

## منطقه چهار
منطقه چهار ساری یکی از مناطق شهر ساری است. این منطقه که با نام منطقه بافت کهن و تاریخی هم شناخته می‌شود به ۱ ناحیه شهری تقسیم‌بندی شده است و از جدیدترین مناطق شهری ساری به شمار می‌آید و کمترین وسعت و جمعیت را نسبت به دیگر مناطق شهری دارد. از محلات آن می‌توان به شیخ طبرسی، جمهوری (نادر)، بازار، قارن انقلاب، مدرس، ۱۸ دی، فردوسی و آب انبار نو اشاره کرد. ساختمان شهرداری منطقه چهار در خیابان فردوسی نرسیده به ابن شهرآشوب واقع شده است.